# Tram ATM serie 5200
Le vetture tranviarie serie 5200 dell'ATM di Milano erano una serie di vetture a carrelli consegnate a partire dal 1952, le prime totalmente di nuova costruzione a essere prodotte dopo più di una decina d'anni. Della serie 5200 entrarono in servizio 52 vetture numerate da 5200 a 5251.

## Storia
Pur condividendo con le unità della serie 5100 lo stesso disegno della cassa, differivano da queste ultime sia negli equipaggiamenti elettrici che meccanici di matrice più evoluta. Inoltre, rispetto alle 5100 avevano un arredo interno caratterizzato da comodi sedili in legno con intelaiatura metallica, al posto delle tradizionali panche in legno longitudinali.
Le 5200 prestarono servizio all'incirca per una ventina d'anni, finendo riutilizzate nella realizzazione della serie 4800, fra il 1973 ed il 1977. L'unica unità superstite, la 5215, scambiò la propria matricola con la 5136. 
Nel corso della costruzione delle 37 vetture 5100, avvenuta sulla base di altrettante 5000 danneggiate durante la Guerra, le ultime due unità della serie, la 5136 e la 5137, vennero dotate di equipaggiamenti elettrici più evoluti, sperimentati per la successiva applicazione nelle 5200 e 5300. La 5136, inoltre, venne dotata di tutte quelle specifiche proprie delle 5200 (carrelli tipo TIBB Brill 97 E, ruote elastiche, avviatore multiposizione e scaldiglie per il conducente e per il bigliettario; al contrario la cassa ampliata sarebbe stata frutto di un intervento delle Officine Generali successivo il 1955), tanto che quando vennero realizzate le 4800, si preferì utilizzare quest'ultima al posto della 5215 per la realizzazione della cassa anteriore della 4838 (1976). L'unità sopravvissuta pertanto scambiò poi il proprio numero di matricola con la sorella che venne sacrificata, adottando avviatore e carrelli della serie 5100.

La 5250 in piazza della Scala